# 尤寧敦 (密蘇里州)
尤寧敦（英語：Uniontown）是位於美國密蘇里州佩里縣的非建制地區。

## 歷史
尤寧敦的郵局於1868年設立，其後於2007年停運。

## 地理
尤寧敦所處的海拔為高於海平面172米（即564英呎），而該地所採用的時區為UTC-6，即北美中部時區（CST）。同時該地設有夏令時間，為UTC-6調快一小時，即UTC-5（CDT）。